# مدرسة بلفوار الثانوية
مدرسة بلفوار الثانوية (بالإنجليزية: Belvoir High School) المعروفة الآن باسم أكاديمية بريوري بلفوار (بالإنجليزية: Priory Belvoir Academy)؛ مدرسة ثانوية مختلطة تقع بمدينة بوتيسفورد في مقاطعة ليسترشير الإنجليزية. شغلت المدرسة سابقًا أيضًا قامت مركز ميلتون فالي بوست 16 في مدينة ملتون موبري.

## أكاديمية بريوري بلفوار
كانت مدرسة بلفوار الثانوية في الأصل مدرسة إعدادية، غيرت قبولها في عام 2008 وأصبحت مدرسة ثانوية للتلاميذ الذين تتراوح أعمارهم بين 11 و 16 عامًا. حولت إلى أكاديمية في أكتوبر 2012، كجزء من أمانة أكاديمية بلفوار وميلتون.
في عام 2017، تم إيقاف الاكاديمية وأصبحت مدرسة بلفوار الثانوية جزءًا من اتحاد بريوري للأكاديميات. كان آخر فحص لمكتب معاير التربية والتعليم أوفستيد للمدرسة في عام 2018، وكان الحكم جيدًا.

## مركز ميلتون فالي بوست 16
مركز ميلتون فالي بوست 16 (MV16) هو مركز نموذج سادس يقع في مدينة ميلتون موبراي في ليسيسترشاير. من 2012 إلى 2017 كان جزءًا من أمانة أكاديمية بلفوار وميلتون. في عام 2017 أصبح جزءًا من أمانة أكاديمية نوفا. كان آخر فحص لمكتب معاير التربية والتعليم أوفستيد للمدرسة في عام 2015، وكان الحكم رائعًا.

## تلاميذ سابقون بارزون

### مدرسة بلفوار الثانوية
- روبرت هاريس، روائي[7]
- شون لامونت، لاعب رجبي[8]

## روابط خارجية
- الموقع الرسمي لمدرسة Belvoir High School نسخة محفوظة 4 مارس 2021 على موقع واي باك مشين.
- الموقع الرسمي لمركز ميلتون فالي بوست 16
- تاريخ حياة بوتيسفورد: المدارس
- اتحاد بريوري للأكاديميات